# Josep Ferran Ferrer Selma
Josep Ferran Ferrer Selma (Castelló de la Plana, 28 d'octubre de 1950) és un exfutbolista castellonenc de la dècada de 1970.

## Trajectòria
Jugava a la posició de defensa central o centrecampista defensiu. Es formà al CE Castelló, arribant al primer equip el 1969, club on passà la major part de la seva carrera entre 1969 i 1974, i 1980 i 1983. Entre 1974 i 1978 fou jugador del RCD Espanyol, amb qui disputà 83 partits de lliga i marcà dos gols. També fou jugador de la UD Vall d'Uixó (cedit pel Castelló) i del Llevant UE. Fou una vegada internacional sots 23 i cinc vegades internacional amateur.